# 15 cm Nebelwerfer 41
A 15 cm Nebelwerfer 41 (rövidítve 15 cm Nb.W. 41 vagy 15 cm NbW 41, magyarul 15 cm-es füstvető 41) egy német gyártmányú vontatott rakéta-sorozatvető volt, melyet a második világháború alatt alkalmaztak. A fegyvereket a Nebeltruppen alakulatainál rendszeresítették, melyek az amerikai Chemical Corps (Vegyi alakulatok) megfelelői voltak. Feladatuk mérgesgázok és harctéri füst célbajuttatása vagy azok semlegesítése volt.

## Története

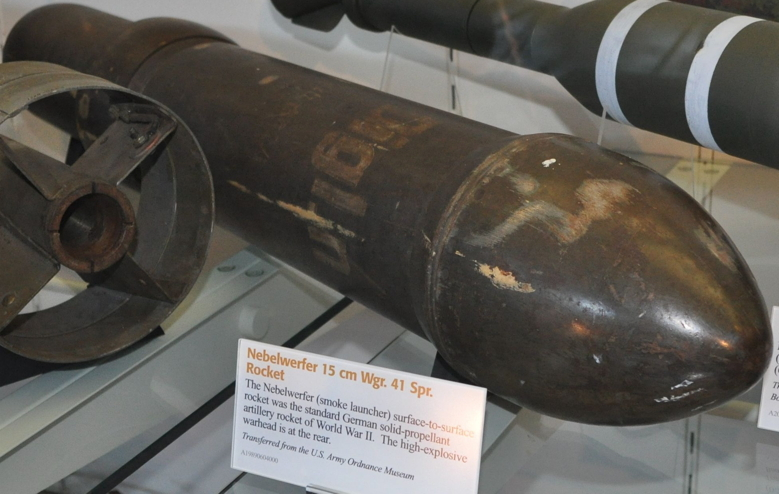
A 15 cm NbW 41 rakéta-sorozatvető Wgr. 41 típusú rakétája a Steven F. Udvar-Hazy Center-ben kiállítva.

A rakétafejlesztés az 1920-as években kezdődött, kézzelfogható eredményeket az 1930-as évek végén értek el. A rakétákkal a Nebeltruppen egy olyan fegyvert kapott kézhez, melyekkel nagy mennyiségben tudtak az ellenség vonalaira mérges gázokat és füstöt juttatni. Az első fegyver, amely a katonákhoz került, a 15 cm Nebelwerfer 41 volt, melyet 1940-ben, a franciaországi csata után kaptak meg. A rakétavetőhöz mérgesgázzal vagy füsttel töltött és repesz-romboló robbanófejekkel felszerelt rakétákat egyaránt használtak. 
Egyik előnye hogy olcsóbb volt a hagyományos tüzérséghez képest, nagy területet lehetett vele tűz alatt tartani azonkívül elég nagy volt a elrettentő ereje.
A rakéták forgásstabilizáltak voltak a nagyobb pontosság elérése érdekében. Az egyik szokatlan megoldása az volt, hogy a rakétahajtóművet elöl helyezték el, így optimalizálták a rakéta repesz-szóró hatását. Mivel a robbanófej becsapódáskor a talaj fölött helyezkedik el így sokkal nagyobb területen végez pusztítást. Emiatt azonban a gyártás sokkal bonyolultabb volt, a repeszhatás növekedése ehhez viszonyítva nem volt jelentős, így ezt a kialakítást a későbbi rakétatervezeteknél már nem alkalmazták. A rakétákat egy hatcsövű indítóból lőtték ki, melyet a 3,7 cm PaK 36 páncéltörő löveg futóművére építettek. A háború alatt közel öt és félmillió 15 centiméteres rakétát és hatezer indítócsövet gyártottak.

| Típus                  | Jelölés                                 | Hosszúság             | Tömeg           | Robbanótöltet                       | Robbanóanyag                 |
| ---------------------- | --------------------------------------- | --------------------- | --------------- | ----------------------------------- | ---------------------------- |
| Nagy hatóerejű robbanó | 15 cm Wurfgranate 41 Spreng             | 0,979 m (3 ft 2,5 in) | 31,8 kg (70 lb) | 2,5 kg (5,5 lb)                     | TNT                          |
| Füst                   | 15 cm Wurfgranate 41 Nebel              | 1,02 m (3 ft 4 in)    | 35,9 kg (79 lb) | 3,9 kg (8,5 lb)                     | 30/70 Pumice/Sulfur Trioxide |
| Kémiai                 | 15 cm Wurfgranate 41 Gelbring           | 1,02 m (3 ft 4 in)    | ?               | 3,5 L (0,77 imp gal; 0,92 U.S. gal) | M/HA                         |
| Kémiai                 | 15 cm Wurfgranate 41 Grühnring          | 1,02 m (3 ft 4 in)    | ?               | 2,5 L (0,55 imp gal; 0,66 U.S. gal) | HN-3                         |
| Kémiai                 | 15 cm Wurfgranate 41 Grühnring/Gelbring | 1,02 m (3 ft 4 in)    | ?               | 2,6 L (0,57 imp gal; 0,69 U.S. gal) | H                            |

## Galéria

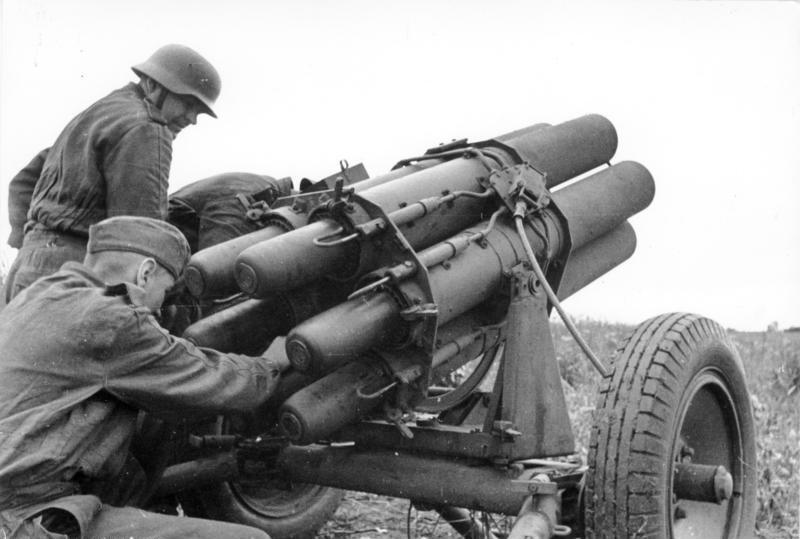
Nebelwerfer 41-es betöltése
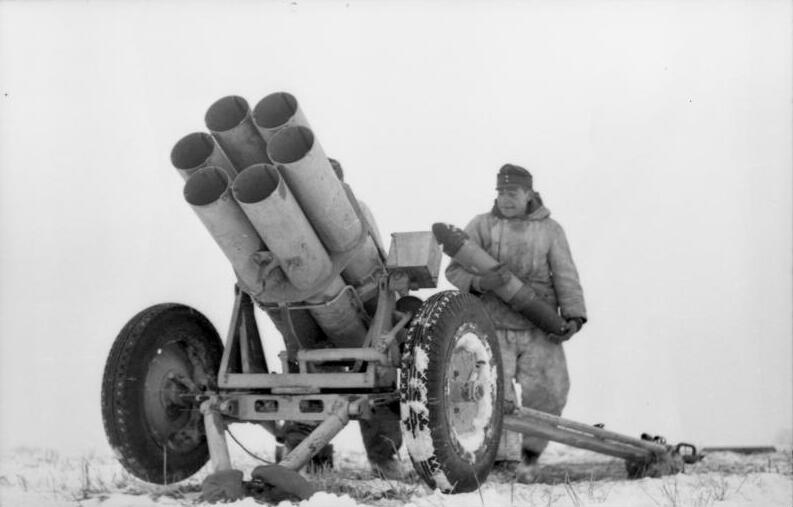
Nebelwerfer 41-es újratöltése
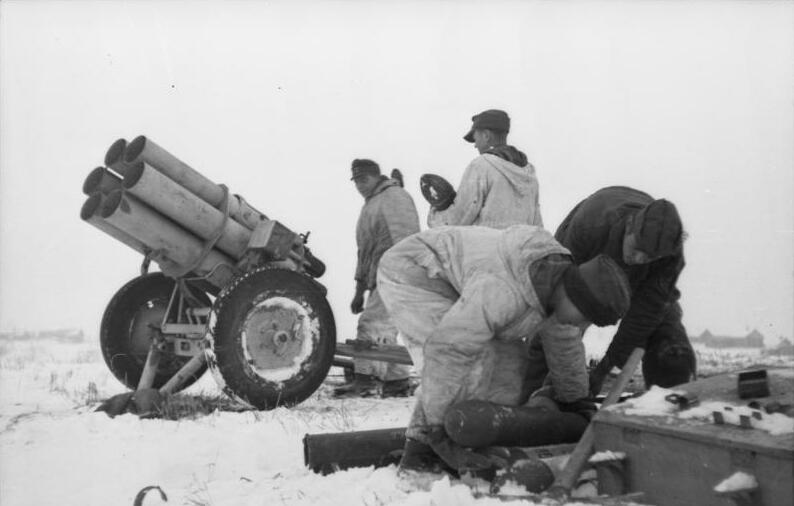
Nebelwerfer 41-es újratöltése 2
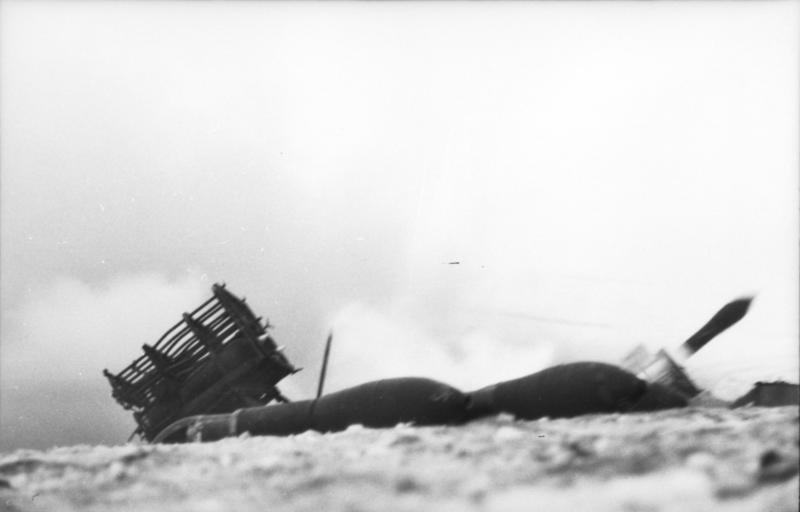
Nebelwerfer tüzelés közben
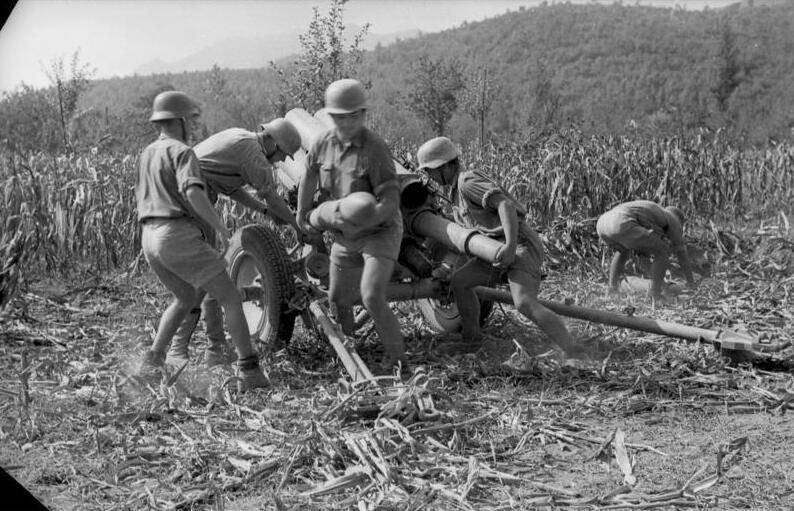
Nebelwerfer Olaszországban
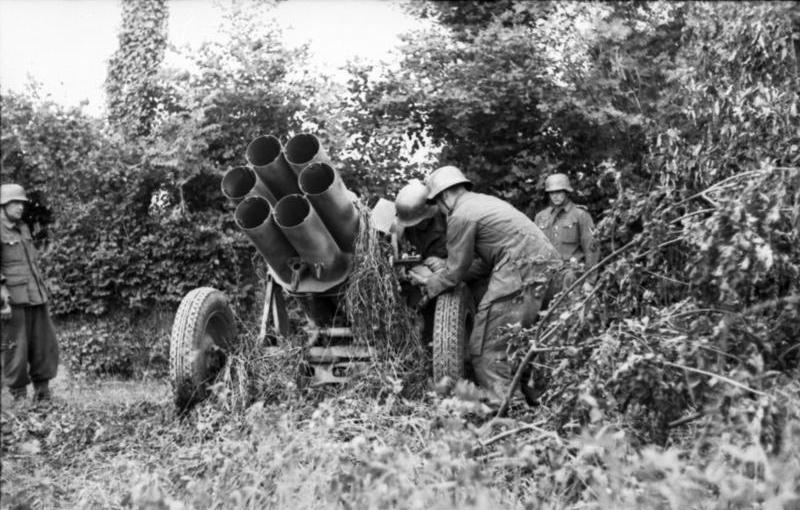
Nebelwerfer 41-es Franciaországban
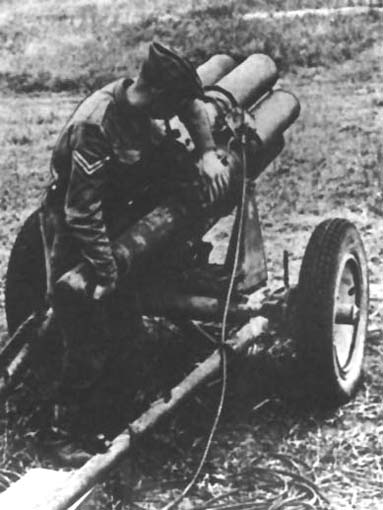
Szövetséges katona zsákmányolt Nebelwerfer vizsgál.
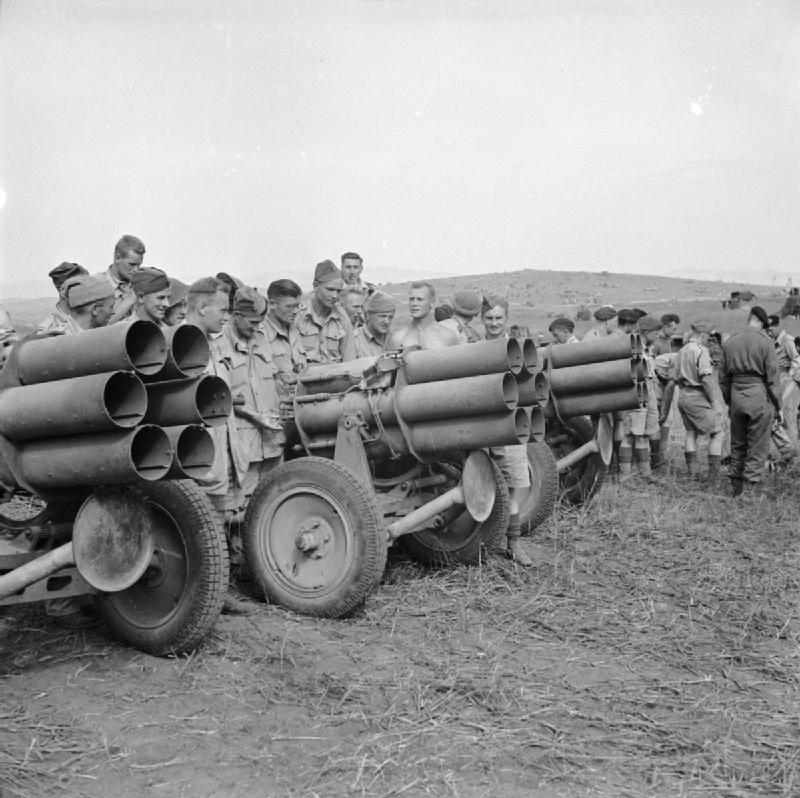
A német hadsereg Tunéziában lefoglalt példányai brit kezekben
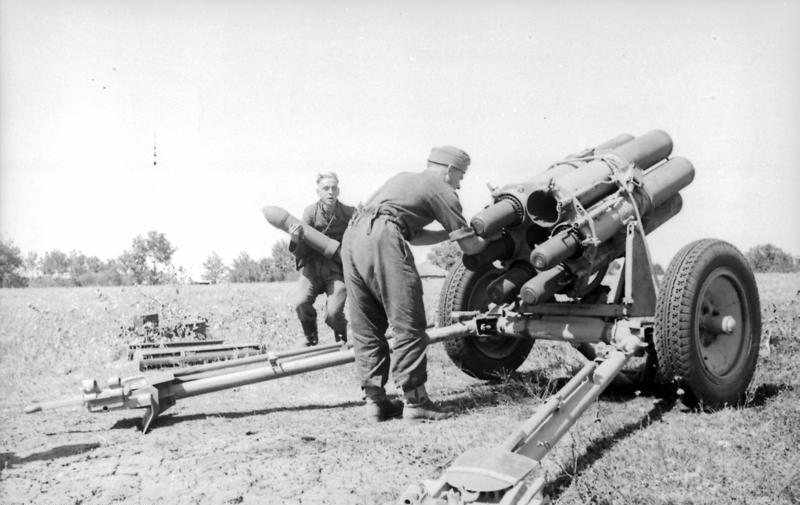
Nebelwerfer akcióban a Szovjetunióban, 1943

## Fordítás
- Ez a szócikk részben vagy egészben  a(z)   15 cm Nebelwerfer 41 című angol Wikipédia-szócikk ezen változatának fordításán alapul.  Az eredeti cikk szerkesztőit annak laptörténete sorolja fel. Ez a jelzés csupán a megfogalmazás eredetét és a szerzői jogokat jelzi, nem szolgál a cikkben szereplő információk forrásmegjelöléseként.